# Бобосадыкова, Гулджахон Бобоевна
Гулджахон Бобоевна Бобосадыкова (род. 8 ноября 1937 года, Ура-Тюбе, Таджикская ССР) — советский государственный и политический деятель, секретарь ЦК КП Таджикской ССР, дипломат, ныне общественный деятель Республики Таджикистан.

## Биография
Родилась в 1937 году в Ура-Тюбе.
Член ВКП(б) с 1967 года.
С 1947 года — на общественной и политической работе. В 1947—2017 гг. — пионервожатая в школе № 14 города Душанбе, секретарь комитета комсомола ТаджГУ, первый секретарь Душанбинского горкома ВЛКСМ, секретарь ЦК ЛКСМ Таджикистана по работе среди учащейся молодежи и пионеров, первый секретарь ЦК ЛКСМ Таджикской ССР, заместитель заведующего отделом организационно-партийной работы ЦК КП Таджикистана, первый секретарь Центрального райкома КПСС Душанбе, первый секретарь Душанбинского горкома КП Таджикистана, секретарь ЦК КП Таджикистана, заместитель председателя Правления Всесоюзного общества «Знание» по народным университетам в Москве, председатель Ассоциации женщин с университетским образованием Таджикистана.
Избиралась депутатом Верховного Совета СССР 6-го, 7-го, 8-го созывов.
Живёт в Душанбе.